# 6 до н. е.

## Події
- 6 — Консули Децим Лелій Бальб і Гай Антистій Вет.
- 6 — Тиберій здобув повноваження трибуна на 5 років.
- Юдея переходить під прямий контроль римських прокураторів.
- Тиберій їде у добровільне заслання на Родос.
- 6-4 — Намісник Сирії П. Квінтілій Вар.

Китай:
- 6-1 — Імператор Китаю Ай-ді (Лю Сінь).

## Народилися
- 17 квітня — гіпотетичне народження Ісуса Христа[1].

## Померли
- Лю Сян — китайський історик.
- Тигран III — цар Великої Вірменії.